# عملية سيناء (2018)
العملية سيناء 2018 أو العملية الشاملة سيناء 2018 هي حملة عسكرية مصرية شاملة للقضاء على الجماعات التكفيريه في شمال سيناء بالكامل بدأت في 9 فبراير 2018 في شمال ووسط سيناء، ومناطق أخرى بدلتا مصر والظهير الصحراوى غرب وادى النيل بهدف إحكام السيطرة على المنافذ الخارجية.

## خلفية
في يوم الجمعة الموافق لـ 24 نوفمبر 2017 قام مجموعة من المسلحين بالهجوم على مسجد الروضة في العريش بمركز بئر العبد أسفر عن مقتل 305 شخصاً كانوا يؤدون شعائر صلاة الجمعة في المسجد. كنتيجة للحادث الإرهابي طلب الرئيس عبد الفتاح السيسي في 29 نوفمبر 2017 من رئيس أركان حرب القوات المسلحة، الفريق محمد فريد حجازي، ووزير الداخلية اللواء مجدي عبد الغفار استخدام كل القوة الغاشمة من قبل القوات المسلحة والشرطة ضد الإرهاب حتى اقتلاعه من جذوره في مده لا تتجاوز 3 أشهر.

## فروع القوات المسلحة المشاركة في العملية
عملية سيناء 2018 تضم فروع رئيسية من القوات المسلحة المصرية:
- القوات البحرية، ومهمتها: تقوم عناصر من القوات البحرية بتشديد إجراءات التأمين على المسرح البحرى، بغرض قطع خطوط الإمداد عن العناصر الإرهابية.
- القوات الجوية، ومهمتها: استهداف بؤر وأوكار للعناصر الارهابية في شمال ووسط سيناء.
- قوات حرس الحدود، ومهمتها: زيادة إجراءات التأمين على المنافذ الحدودية.
- الشرطة المصرية، ومهمتها: حماية المناطق السكنية وحماية موطني شمال سيناء

## بيانات القوات المسلحة المصرية

### البيان الأول
في صباح يوم الجمعة 9 فبراير 2018 قام العقيد أركان حرب تامر الرفاعي المتحدث الرسمى باسم القوات المسلحة بإالقاء البيان الأول لعملية سيناء 2018 وكان هذا نصه:
«في إطار التكليف الصادر من السيد رئيس الجمهورية القائد الأعلى للقوات المسلحة للقيادة العامة للقوات المسلحة ووزارة الداخلية للمجابهة الشاملة للإرهاب والعمليات الإجرامية الأخرى بالتعاون الوثيق مع كافة مؤسسات الدولة، بدأت صباح اليوم قوات إنفاذ القانون تنفيذ خطة المجابهة الشاملة للعناصر والتنظيمات الإرهابية والإجرامية بشمال ووسط سيناء ومناطق أخرى بدلتا مصر والظهير الصحراوى غرب وادى النيل إلى جانب تنفيذ مهام ومناورات تدريبية وعملياتية أخرى علي كافة الاتجاهات الاستراتيجية، بهدف إحكام السيطرة علي المنافذ الخارجية للدولة المصرية، وضمان تحقيق الأهداف المخططة لتطهير المناطق التي يتواجد بها بؤر إرهابية وتحصين المجتمع المصري من شرور الإرهاب، والتطرف بالتوازى مع مجابهة الجرائم الأخرى ذات التأثير على الأمن والاستقرار الداخلى. ولذا تهيب القيادة العامة للقوات المسلحة أبناء شعب مصر العظيم في كافة أنحاء الجمهورية بالتعاون الوثيق مع قوات إنفاذ القانون لمجابهة الإرهاب واقتلاع جذوره والإبلاغ الفورى عن أي عناصر تهدد أمن واستقرار الوطن.. حفظ الله مصر وشعبها... والسلام عليكم ورحمة الله وبركاته»

### البيان الثاني
بعد ساعات قليلة من إلقاء البيان الأول عن العملية سيناء اصدر المتحدث العسكري البيان الثاني في 9 فبراير 2018 وفيما يلي نص بيان المتحدث العسكري رقم 2 عن العملية:
«استمرارا لجهود قوات إنفاذ القانون، قامت عناصر من قواتنا الجوية باستهداف بعض البؤر والأوكار ومخازن الأسلحة والذخائر التي تستخدمها العناصر الإرهابية كقاعدة لاستهداف قوات إنفاذ القانون والأهداف المدنية بشمال ووسط سيناء. كما تقوم عناصر من القوات البحرية بتشديد إجراءات التأمين على المسرح البحري بغرض قطع خطوط الإمداد عن العناصر الإرهابية. وتشدد قوات حرس الحدود والشرطة المدنية إجراءات التأمين على المنافذ الحدودية وكذا تشديد إجراءات التأمين للمجرى الملاحي. وتقوم عناصر مشتركة من القوات المسلحة والشرطة بتكثيف إجراءات التأمين على الأهداف والمناطق الحيوية في شتى أنحاء الجمهورية.
حفظ الله مصر وشعبها»

### البيان الثالث
في صباح السبت 10 فبراير 2018 أصدرت القيادة العامة للقوات المسلحة البيان الثالث للعملية سيناء 2018 وفيما يلي نص بيان المتحدث العسكري رقم 3 عن العملية:
«استمرارا للعملية الشاملة سيناء 2018 في تحقيق الأهداف الاستراتيجية المخططة، واصلت القوات الجوية على مدار الليلة الماضية تنفيذ العديد من الضربات الجوية المركزة ضد التجمعات والبؤر الإرهابية التي تم رصدها مسبقًا بشمال ووسط سيناء، واستمرت حتى الساعات الأولى من صباح اليوم، بتوجيه ضربات قوية استهدفت مخازن تكديس الأسلحة والذخائر والمواد المتفجرة ومناطق الدعم اللوجستى المكتشفة، مع الاستمرار في تنفيذ أعمال التأمين الجوي للمناطق الحدودية على كل الاتجاهات الاستراتيجية. وفي توقيت متزامن قامت القوات المنفذة مدعومة بالقوات الخاصة وقوات حرس الحدود بالتعاون مع الشرطة بتنفيذ عدة مداهمات على مختلف المحاور داخل المدن بشمال ووسط سيناء لمطاردة العناصر الهاربة، والقضاء عليها، واستكمال تدمير الأهداف التابعة للعناصر الإرهابية. كما تقوم عناصر من القوات الخاصة البحرية بتنفيذ أعمال التأمين لساحل البحر من رفح وحتى غرب العريش لقطع طرق الإمداد للعناصر الإرهابية، مع الاستمرار في حماية الأهداف الاقتصادية بالبحر بالتزامن مع أعمال التمشيط بطول الساحل لتضييق الحصار على العناصر الإرهابية ومنعها من الهروب عبر الساحل، ومرور الدوريات البحرية لتأمين منطقة الساحل المتمدد من مرسى مطروح حتى مدينة السلوم، والتعاون مع قوات حرس الحدود لتأمين المناطق الحدودية على الاتجاه الغربى والجنوبى. إضافة إلى قيام قوات الشرطة بحملات تمشيط أمنى بكل المناطق السكنية بشمال ووسط سيناء ونشر الكمائن على امتداد الطرق المؤدية إلى الكبارى والمعديات شرق القناة بالتعاون مع عناصر القوات المسلحة. وتقوم عناصر حرس الحدود بالتعاون مع عناصر تأمين المجرى الملاحي بتنفيذ مهامها حفاظًا على سلامة الملاحة بقناة السويس ومنع العناصر الإرهابية من الهروب أو التسلل داخل البلاد. وعلى الاتجاهات الاستراتيجية الأخرى تقوم القوات بتنفيذ أعمال الحماية والتأمين للحدود خاصة الحدود الغربية لمنع أي محاولات للتسلل مع تنفيذ استطلاع ومتابعة ومطاردة للعناصر الإرهابية في منطقة الواحات والظهير الصحراوى لمحافظات الجنوب. وتؤكد القوات المسلحة والشرطة إصرارها على اقتلاع جذور الإرهاب وتحقيق الأمن والاستقرار لشعب مصر العظيم.»

### البيان الرابع
في 11 فبراير 2018 أصدرت القيادة العامة للقوات المسلحة البيان الرابع للعملية سيناء 2018 وفيما يلي نص بيان المتحدث العسكري رقم 4 عن العملية:
«في إطار عملية المجابهة الشاملة سيناء 2018 التي تقوم بها عناصر من القوات المسلحة من كافة الأفرع الرئيسية بالتعاون الكامل مع عناصر وأجهزة وزارة الداخلية، قامت قوات مكافحة الإرهاب من الجيشين الثاني والثالث الميدانيين مدعومة بعناصر من وحدات الصاعقة والمظلات وقوات التدخل السريع وعناصر من قوات الشرطة بعمليات تمشيط ومداهمات واسعة النطاق على كافة المحاور والمدن والقرى بشمال ووسط سيناء، حيث تمكنت حتى الآن من تحقيق النتائج الآتية. قيام القوات الجوية باستهداف وتدمير عدد 66 هدف تستخدمه العناصر الإرهابية في الاختفاء من أعمال القصف الجوي والمدفعي، والهروب من قواعد تمركزها في أثناء حملات المداهمة. القضاء على عدد 16 عنصر تكفيري، واكتشاف وتدمير مخزن للعبوات الناسفة، و2 سيارة دفع رباعي تستخدمها العناصر الإرهابية. القبض على عدد 4 فرد من العناصر الإرهابية في أثناء محاولتهم مراقبة واستهداف القوات بمناطق العمليات. ضبط عدد 30 فرد من المشتبه بهم جاري اتخاذ الإجراءات القانونية حيالهم. اكتشاف وإبطال مفعول عدد 12من العبوات الناسفة تم زرعها على محاور تحرك القوات. تدمير عدد 11 سيارة دفع رباعي خاصة العناصر الإرهابية، وعدد 31 دراجة نارية دون لوحات معدنية. تدمير عدد 3 مخازن عثر بداخلها على كميات من المواد المتفجرة والعبوات الناسفة وزي عسكري. اكتشاف وتدمير معمل ميداني تستخدمه العناصر الإرهابية في تصنيع العبوات الناسفة. اكتشاف وتدمير مركز إعلامي عثر بداخله على العديد من أجهزة الحواسب الآلية ووسائل الاتصال اللاسلكية والكتب والوثائق والمنشورات الخاصة بالفكر الجهادى. اكتشاف وتدمير عدد 6 مزرعة لنبات البانجو والخشخاش المخدر، بمساحة إجمالية تقدر بنحو 20 فدان، وضبط عدد 18 طربة من جوهر الحشيش المخدر. فيما واصلت عناصر القوات البحرية تنفيذ مهامها المخططة، وإبراز المجموعات القتالية لعناصر الوحدات الخاصة البحرية من حاملة المروحيات «المسترال» لتنفيذ أعمال التمشيط بمنطقة ساحل العريش، بالتزامن مع قيام عناصر حرس الحدود والشرطة أعمالهما بتكثيف إجراءات تأمين الأهداف الحيوية والمرافق العامة، وتنظيم الكمائن الثابتة والمتحركة، وتنفيذ أعمال التمشيط بمناطق مكافحة النشاط الإرهابي بالظهير الصحراوي في صعيد مصر، وعلى الطرق والمدقات والدروب الجبلية، على الاتجاهات الحدودية الجنوبية والغربية لإحباط أي محاولة لاختراق الحدود الدولية.»

### البيان الخامس
في 12 فبراير 2018 أصدرت القيادة العامة للقوات المسلحة البيان الخامس للعملية سيناء 2018 وفيما يلي نص بيان المتحدث العسكري رقم 5 عن العملية:
«استمرارا للعملية الشاملة سيناء 2018 التي تنفذها القوات المسلحة من التشكيلات التعبوية والأفرع الرئيسية والوحدات الخاصة بالتعاون مع المجموعات القتالية والأجهزة الأمنية لوزارة الداخلية، تواصل قوات مكافحة الإرهاب الهجوم المركز على البؤر والأوكار الإرهابية بشمال ووسط سيناء واستهداف مناطق اختباء وأماكن تخزين أسلحة وذخائر تزامنًا مع الضربات الجوية ونيران المدفعية المركزة وقد أسفرت العملية حتى الآن على النجاحات الآتية. قيام القوات الجوية برصد وتدمير عدد (60) هدف للعناصر الإرهابية بعد توافر معلومات استخباراتية حول هذه الأهداف. القضاء على عدد (12) فرد من العناصر التكفيرية المسلحة خلال تبادل لإطلاق النيران مع القوات المكلفة بأعمال المداهمة. ضبط كميات من الأسلحة والذخائر. القبض على عدد (92) من المطلوبين جنائيًا والمشتبه بهم، واتخاذ الإجراءات القانونية حيالهم. ضبط وتدمير والتحفظ على عدد (20) سيارة تستخدمها العناصر الإرهابية في عملياتها الإجرامية لترويع المواطنين، وتدمير عدد (27) دراجة نارية دون لوحات معدنية. تدمير عدد (30) عشة ووكر ومخزن عثر بداخله على كميات من المواد الكيميائية المستخدمة في صناعة العبوات الناسفة وأجهزة اتصال لاسلكية وكميات من قطع الغيار والمواد المخدرة. قيام العناصر التخصصية من المهندسين العسكريين باكتشاف وتفجير عدد (23) عبوة ناسفة تم زراعتها بمناطق العمليات. اكتشاف وتدمير عدد (7) مزرعة لنبات البانجو والخشخاش المخدر وضبط أكثر من نصف طن من المواد المخدرة المعدة للتداول. العثور على (13) مخبأ تحت الأرض بداخلهم كميات كبيرة (مواد إعاشة - قطع غيار دراجات نارية - أدوات تصنيع العبوات الناسفة). اكتشاف وتدمير خندق مجهز هندسيًا ومغطى بطول (250) متر وعرض (2) متر.
ضبط ورشة لتفكيك العربات المسروقة. واستمرارا لنجاحات القوات الجوية في فرض سيادة الدولة على مختلف الاتجاهات الاستراتيجية فقد تمكنت من إحباط عملية تهريب أسلحة وذخائر إلى البلاد عبر الاتجاه الاستراتيجي الغربي وذلك من خلال استهداف وتدمير عدد (4) عربات محملين بالأسلحة والذخائر ومقتل العناصر الإرهابية القائمة على أعمال التهريب. فيما استمرت القوات البحرية في إحكام الحصار والسيطرة على منطقة الساحل. وتواصل المجموعات القتالية المشتركة من القوات المسلحة والشرطة تنظيم عدد (398) من الدوريات والقولات الأمنية والكمائن بكافة مدن ومحافظات الجمهورية. ويواصل أبطال ومقاتلي القوات المسلحة والشرطة أعمال التمشيط والمداهمات بروح قتالية عالية وإصرار لا يلين للقضاء على الإرهاب من أجل تحصين الوطن وحماية شعب مصر العظيم.»

### البيان السادس
في 13 فبراير 2018 أصدرت القيادة العامة للقوات المسلحة البيان السادس للعملية سيناء 2018 وفيما يلي نص بيان المتحدث العسكري رقم 6 عن العملية:
«استمرارا للعملية الشاملة «سيناء 2018» يواصل أبناء الشعب المصري من مقاتلى القوات المسلحة والشرطة القضاء على البؤر الإرهابية وتطهير شمال ووسط سيناء من الإرهاب الأسود وتأمين الحدود على كافة الإتجاهات الاستراتيجية وقد أسفرت العمليات عن تحقيق النجاحات الآتية. قيام القوات الجوية باستهداف وتدمير عدد (7) سيارات خلال محاولة العناصر الإرهابية استخدامها للهروب من القوات المكلفة بعمليات التمشيط والمداهمة وتطويق قطاع العمليات. القضاء على خلية إرهابية شديدة الخطورة مكونة من (10) تكفيريين أثناء الاختباء بأحد المنازل بنطاق مدينة العريش بعد تبادل لإطلاق النيران مع قوات المداهمة وضبط كميات من الأسلحة والذخائر والعبوات الناسفة التي كانت بحوذتهم. القبض على عدد (400) فرد من العناصر الإجرامية والمشتبه بهم منهم جنسيات أجنبية واتخاذ الإجراءات القانونية حيالهم. ضبط وتدمير والتحفظ على عدد (6) سيارات، وعدد (13) دراجة نارية دون لوحات معدنية تستخدمها العناصر الإرهابية في عملياتها الإجرامية. تدمير عدد (143) عشة ووكر ومخزن عثر بداخلهم على عدد من العبوات الناسفة وكميات من قطع الغيار والمواد المخدرة. اكتشاف وتفجير عدد (79) عبوة ناسفة تم زراعتها بمناطق العمليات ومخزن تحت الأرض عثر بداخله على (10) لغم مضاد للدبابات. قيام عناصر حرس الحدود بالتعاون مع المهندسين العسكريين باكتشاف وتدمير عدد (2) فتحة نفق بأبعاد (1.5) متر وبعمق (25) متر تحت سطح الأرض، وعدد (15) حفرة متصلة بخنادق في المنطقة الحدودية بشمال سيناء. اكتشاف وتدمير عدد (9) مزرعة لنبات البانجو والخشخاش المخدر وضبط أكثر من (7) أطنان من المواد المخدرة، وضبط سيارة محملة بأكثر من مليون و200 ألف قرص ترامادول مخدر. وبالتزامن مع العملية الشاملة سيناء 2018 نفذت القوات البحرية عدد من الأنشطة التدريبية البارزة بمسرح عمليات البحر المتوسط بإطلاق عدد (4) صاروخ أرض بحر وسطح بحر وذلك في إطار التدريب على التعامل مع كافة التهديدات والعدائيات لمياهنا الإقليمية، فيما واصلت القوات الجوية بالتعاون مع التشكيلات التعبوية وعناصر حرس الحدود في فرض السيطرة الكاملة على المناطق الحدودية في الإتجاهين الغربى والجنوبى. كما استمرت المجموعات القتالية المشتركة من القوات المسلحة والشرطة تنظيم عدد (479) كمينا ودورية أمنية غير مدبرة على الطرق الرئيسية ومناطق الظهير الصحراوى بكافة مدن ومحافظات الجمهورية. وبتوجيهات من القيادة العامة للقوات المسلحة لتخفيف العبء وتلبية المطالب والاحتياجات الأساسية لأبناء سيناء بمناطق العمليات، تم توزيع كميات كبيرة من السلع والمواد التموينية المجانية على المواطنين بعدة مناطق بنطاق شمال ووسط سيناء، وذلك في إطار الإجراءات المتخذة لضمان عدم تأثرهم بالجهود المبذولة للقضاء على الإرهاب. وفي ملحمة قتالية يواصل مقاتلى القوات المسلحة والشرطة المدنية أعمال التطهير لأرض سيناء الغالية بعزيمة وروح قتالية عالية من أجل حماية الوطن وشعبه العظيم.»

### البيان السابع
في 14 فبراير 2018 أصدرت القيادة العامة للقوات المسلحة البيان السابع للعملية سيناء 2018 وفيما يلي نص بيان المتحدث العسكري رقم 7 عن العملية:
«واصلت قوات مكافحة الإرهاب من القوات المسلحة والشرطة تنفيذ مهامها القتالية المخططة لتطهير مناطق شمال ووسط سيناء من البؤر الإرهابية، بجانب دورها في تأمين الحدود البرية والساحلية على الإتجاهات الاستراتيجية المختلفة وقد أسفرت العمليات عن تحقيق النجاحات الآتية. قيام القوات الجوية باستهداف وتدمير عدد (11) هدف بعد توافر معلومات استخباراتية مدققة تفيد استخدامها في إيواء العناصر الإرهابية والهروب من القوات القائمة بالمداهمة. القضاء على عدد (15) عنصر تكفيرى خلال تبادل لإطلاق النيران مع القوات في أثناء عمليات التمشيط والمداهمة وضبط عدد من الأسلحة والذخائر وأجهزة اتصال لاسلكية بحوزتهم. اكتشاف وتدمير عدد (2) مخبأ تحت الأرض عثر بداخلهما على أكثر من (1500) كجم من مادة C 4 وكمية من مادة TNT شديدة الانفجار وعدد (56) مفجر و (13) دائرة كهربائية تستخدم في صناعة العبوات الناسفة. اكتشاف وتدمير مركز إرسال (إعادة إذاعة) أعلى إحدى الهيئات الجبلية، خاصة بالإتصالات اللاسلكية للعناصر الإرهابية. اكتشاف وتدمير فتحة نفق في المنطقة الحدودية بشمال سيناء، وتدمير عدد (38) من الحفر وخنادق المواصلات التي تستخدمها العناصر الإرهابية للوقاية من القوات بمناطق العمليات. القبض على عدد (153) فرد من المطلوبين جنائيا والمشتبه بهم منهم جنسيات أجنبية واتخاذ الإجراءات القانونية حيالهم. تدمير عدد (181) عشة ووكر ومخزن جبلى عثر بداخلهم على كميات من المواد شديدة الانفجار والمواد الكيميائية التي تدخل في صناعة العبوات الناسفة، وعدد (76) من الشراك الخداعية ودوائر النسف والتدمير، وكميات كبيرة من قطع غيار السيارات والدراجات النارية والوقود خاصة بالعناصر الإرهابية. ضبط وتدمير والتحفظ على عدد (6) سيارات أنواع وعدد (17) دراجة نارية دون لوحات معدنية. قيام عناصر المهندسين العسكريين باكتشاف وتفكيك وتفجير عدد (63) عبوة ناسفة تم زراعتها على محاور التحرك المختلفة لاستهداف القوات بمناطق العمليات. اكتشاف وتدمير عدد (13) مزرعة لنبات البانجو والخشخاش المخدر وضبط أكثر من (800) كجم من المواد المخدرة. وعلى امتداد السواحل تقوم القوات البحرية بتفتيش كافة السفن والعائمات المشتبه بها مع قطع خطوط الإمداد والإخلاء للعناصر الإرهابية بالتزامن مع قيام الوحدات الخاصة البحرية بتنفيذ أعمال المداهمات وتفتيش البؤر الإرهابية بالمناطق الساحلية. كما استمرت المجموعات القتالية المشتركة من القوات المسلحة والشرطة تنظيم عدد (563) كمينا وداورية أمنية غير مدبرة على الطرق الرئيسية وتمشيط مناطق الظهير الصحراوى بالمحافظات الجمهورية، وتمكنت من القبض على وإصابة أحد العناصر التكفيرية شديدة الخطورة والقبض على (5) آخرين خلال مراقبة تحركات القوات عثر بحوزتهم على أجهزة اتصال بالقمر الصناعى. ويواصل مقاتلوا القوات المسلحة والشرطة المدنية أعمال التطهير لأرض سيناء الغالية بعزيمة وروح قتالية عالية من أجل حماية الوطن وشعبه العظيم.»